# Giorgio Buzzavo
Giorgio Buzzavo (Treviso, 5 agosto 1947) è un ex cestista e dirigente sportivo italiano.

## Carriera
Tra gli anni sessanta e settanta ha vestito la canotta della Virtus Pallacanestro Bologna dove, da capitano, ha contribuito più volte a salvare le Vu nere dalla retrocessione. Bortoletto (poi primo presidente Benetton, ma anche a Mestre primo allenatore assieme ad Augusto Giomo) lo portò a giocare nel 1973-74 a Mestre, dove ottenne la promozione in A1. L'ultima stagione in attività, nel 1975-76, sempre a Mestre, in Serie A2, squadra nella quale fece da chioccia all'emergente Renato Villalta.
Dopo diversi impieghi nel settore degli articoli sportivi come dirigente alla Lotto, alla Caber, Spalding, NBA, Sportitalia, Mecap. Dagli anni novanta è presidente della Benetton Basket, della Sisley Volley ed Amministratore Delegato della Verde Sport S.p.A, braccio operativo nello sport del Gruppo Benetton.
Vince più' di 60 trofei a capo di Verdesport, persegue la responsabilità sociale dell'imprenditore sul territorio, lancia il Master SBS che diventa leader in Italia per lo sport business, costruisce Laboratorio 0246 No Profit leader per lo studio del senso motorio del bambino.
Sposato con Rosanna Cappelletti, ha due figli, Andrea ed Alberto e quattro nipoti Alessandro, Sofia, Riccardo e Niccolò.